# Rhizoplatys auriculatus
Rhizoplatys auriculatus är en skalbaggsart som beskrevs av Hermann Burmeister 1847. Rhizoplatys auriculatus ingår i släktet Rhizoplatys och familjen Dynastidae. Inga underarter finns listade i Catalogue of Life.